# Concivia
Concivia Brăila este o companie de construcții din România.
Compania este specializată în lucrări de construcții civile și dispune de ateliere pentru confecții metalice și din lemn, tâmplărie din aluminiu și PVC, stații de producție a betoanelor și agregatelor, amplasate în Brăila, pe un teren de 25 de hectare.
Cifra de afaceri în 2006: 20,8 milioane lei (6,1 milioane de euro)
Venit net în 2006: 0,4 milioane lei